# Bálint István (matematikus)
Bálint István (Pusztakeresztúr, 1946. december 8. –) romániai magyar matematikus, egyetemi tanár.

## Élete
1969-ben matematika szakot végzett a temesvári egyetem matematika-mechanika karán, és azóta ott tanít. 1972–73-ban posztgraduális képzésen vett részt a moszkvai Lomonoszov Egyetemen. 1976-ban doktorált a temesvári egyetemen. 1969–1976 között tanársegéd, 1976–1979 között Algériában tanít az algíri egyetemen. 1979–1989 között adjunktus, 1989–1993 között docens, majd 1993-tól egyetemi tanár. 2004–2008 között a matematika és informatika kar dékánja. 2008-tól az egyetem rektorhelyettese.

## Munkássága
Kutatási területei közül megemlítjük a következőket: differenciálegyenletek, folyadékok mechanikája, neuronhálók, repülési modellek, nanotechnológiák, félvezető kristályok gyártása közben fellépő fizikai és kémiai folyamatok matematikai leírása.
Több mint 240 tudományos dolgozatot közölt, ezekből 89-et ISI-s folyóiratokban. 15 monográfia szerzője vagy társszerzője, ebből 11 híres kiadóknál (pl. Budapesti Műszaki Egyetem, Cambridge Scientific Publishers, Chapman&Hall/CRC Press Company, Nova Science Publishers Inc., Intech) jelent meg, 18 egyetemi jegyzet szerzője. Társszerzője 5, kristályszerkezetre vonatkozó szabadalomnak. Dolgozataira való független hivatkozások száma 140.
Több egyetemen tanított meghívó előadóként, pl. Carnegie Mellon University, Université Paris 13, New York State University at Stony Brook, Université Pierre et Marie Curie (Paris 6), Universidade da Coruña.
Nevét Balint Stefan formában használja.

### Cikkei (válogatás)
- A.M. Balint, Stefan Balint: In classical mechanics objectivity lost when Riemann-Liouville or Caputo fractional order derivative are used - AIP Conference Proceedings 2071(1), 040003-1 – 040003-6 (2019); doi: 10.1063/1.5090070 http://dx.doi.org/10.1063/1.5090070
- A.M. Balint and Stefan Balint:  Some consequences of the phase space choice – Nonlinear Studies, 26(1) (2019) 241-264.
- A.M. Balint, Stefan Balint - A 2D description of the single crystal thin plate growth by micro-pulling-down method. Part 1. - INCAS BULLETIN, 10(3) 2018, pp.37-52 DOI: 10.13111/2066-8201.2018.10.3.4
- A.M. Balint, Stefan Balint: A 2D description of the single crystal thin plate growth from the melt by micro-pulling-down method. Part2 - INCAS BULLETIN 9(2) 2018, pp.53-64 DOI: 10.13111/2066-8201.2018.10.3.5
- A.M. Balint, Stefan Balint: Unexpected Properties of the propagations Generated by some Time Harmonic Perturbations in a 2D Infinitely Long Straight Duct Satisfying Different types of Boundary Conditions - INCAS BULLETIN, 9(2) 2017, pp.17-30 DOI: 10.13111/2066-8201.2017.9.2.
- A.M. Balint, S. Balint: Existence of gaps on the path of equilibriums in case of longitudinal flight with constant forward velocity - SYNASC 2017 (19th International Symposium on Symbolic and Numeric Algorithms for Scientific Computing ),
- Stefan Balint and A.M. Balint: Non Lyapunov stability of a constant spatially developing 1-D gas flow in presence of solutions having strictly positive exponential growth rate- AIP Conference Proceedings 1798, 020012-1 – 020012-10 (2017); doi: 10.1063/1.4972604 http://dx.doi.org/10.1063/1.4972604
- Stefan Balint: In case of semidynamical systems in infinite dimensional spaces well posedness and stability are highly dependent on the phase space - AIP Conference Proceedings 1637, pp. 55 - 63 (2014); doi: 10.1063/1.4904564; http://dx.doi.org/10.1063/1.4904564
- A.M. Balint, Stefan Balint:Well posed problem in sense of Hadamard for the attenuation of the sound produced by a source in a rectangular lined duct carrying a gas flow - Carpathian Journal of Mathematics, 30(3),267-274 (2014) (IF 0.642)
- Stefan Balint, A.M. Balint: The concepts of well-posedness and stability in different function spaces for the 1D linearized Euler equations - Abstract and Applied Analysis vol. 2014 Article ID 872548, 10 pages   http://dx.doi.org/10.1155/2013/872548
- Stefan Balint, A.M. Balint: Model based calculation of the impurity distribution in a sheet grown from the melt by the edge-defined film-fed growth technique –AIP Conference Proceedings 1564, 96 -102(2013); doi: 10.1063/1.4832802 http://dx.doi.org/10.1063/1.4832802
- A.M. Balint, Stefan Balint:  Existence and stability of the solution of a nonlinear boundary value problem - J. Abstract and Applied Analysis vol. 2012 Article ID:582746, 21 pages doi: 10.1155/2012/582746
- Balint, Stefan; Balint, Agneta M.; Darau, Mirela: Linear stability analysis of a non-slipping mean flow in a 2D-straight lined duct with respect to modes type initial (instantaneous) perturbations. Appl. Math. Model. 35 (2011), no. 3, 1081–1095.
- Kaslik, Eva; Balint, Stefan: Existence of heteroclinic orbits in simplified longitudinal flight dynamics. J. Math. Anal. Appl. 373 (2011), no. 1, 94–101.
- Bonchis, Nadia; Balint, Stefan: Existence and properties of the optimal human capital and consumption evolution in the framework of Lucas model on finite horizon, when the number of workers is not normalized. Proc. Rom. Acad. Ser. A Math. Phys. Tech. Sci. Inf. Sci. 11 (2010), no. 3, 206–212.
- Balint, St.; Kaslik, E.; Balint, A. M.: Numerical analysis of the oscillation susceptibility along the path of longitudinal flight equilibria of a reentry vehicle. Nonlinear Anal. Real World Appl. 11 (2010), no. 3, 1953–1962.
- Balint, Stefan; Balint, Agneta M.; Szabo, Robert: Nonlinear boundary value problem for concave capillary surfaces occurring in single crystal ribbon growth from the melt. Nonlinear Stud. 17 (2010), no. 1, 57–68.
- Balint, Agneta M.; Balint, Stefan: Dynamics and control of the shape and size of a sitting drop-like meniscus, occurring in single-crystal growth. 11J. Franklin Inst.11 347 (2010), no. 1, 30–52.
- Balint, St.; Balint, A. M.; Kaslik, E.: Existence of oscillatory solutions along the path of longitudinal flight equilibriums of an unmanned aircraft, when the automatic flight control system fails. J. Math. Anal. Appl. 363 (2010), no. 2, 366–382.
- Balint, Stefan; Balint, Agneta M.: Inequalities for single crystal rod growth by edge-defined film-fed growth (E.F.G.) technique. J. Math. Anal. Appl. 362 (2010), no. 1, 231–240.
- Balint, St.; Balint, A. M.; Szabo, R.: On the creation of a drop-like static meniscus, appropriate for single crystal ribbon growth, with specified half thickness, using EFG technique. Nonlinear Stud. 16 (2009), no. 4, 403–414.
- Balint, Stefan; Balint, Agneta Maria; Ionita, Achim: Oscillation susceptibility analysis of the ADMIRE aircraft along the path of longitudinal flight equilibriums in two different mathematical models. Differ. Equ. Nonlinear Mech. 2009, Art. ID 842656, 26 pp.
- Balint, Stefan; Balint, Agneta M.: On the creation of a stable drop-like static meniscus, appropriate for the growth of a single crystal tube with prior specified inner and outer radii. Math. Probl. Eng. 2009, Art. ID 348538, 22 pp.
- Balint, Stefan; Balint, Agneta M.: Inequalities for single crystal tube growth by edge-defined film-fed growth technique. J. Inequal. Appl. 2009, Art. ID 732106, 28 pp.